# Keresztury Sándor
Keresztury Sándor, névváltozatai Oltyán Sándor, Alexandru Olteanu (Sarkadkeresztúr, 1897. november 27. – Temesvár, 1943. január 18.) műfordító, szerkesztő, közíró. Felesége Diamandy Viktória.

## Életútja
A nagyszalontai Arany János Gimnáziumban Tisza István ösztöndíjasaként végezte a középiskolát. Jogi egyetemet végzett. Mint a geszti Tisza-uradalom egyik gazdatisztjének román anyától származó fia kitűnően ismerte a Nagyszalonta környéki román és magyar tájnyelvet.
Irodalmi működését a budapesti Magyar Nyelvőr munkatársaként kezdte, amelynek 1916-os és 1917-es évfolyamaiban komoly néprajzi érdeklődéssel párosult gyűjtőmunkára valló szómagyarázatokat közölt. Számos adata Arany János költői nyelvének nagyszalontai rétegét világította meg.
Az I. világháború után Nagyváradon telepedett le, és feleségével, Diamandy Viktóriával együtt tevékenyen bekapcsolódott a Societatea Cele Trei Crișuri (Hármas Körös Társaság) munkájába, amely a román–magyar kapcsolatok ápolását igyekezett előmozdítani. 1934-től már csak eredeti román családi nevén jegyezte írásait. Az 1930-as évek végétől Temesváron élt.

## Munkássága
Novellái, versei a nagyváradi, kolozsvári, brassói, temesvári lapokban jelentek meg. Bukaresti román lapokban a magyar irodalomról írt ismertető cikkeket, a Keleti Újság és Napkelet számára viszont román lapok és könyvek szemlézését vállalta. Benedek Elek gyermeklapjában, a Cimborában eredeti írások mellett román mesék és költemények fordításával szerepelt.
A fontosabb erdélyi sajtótermékekben (Gîndirea, Cele Trei Crișuri, Napkelet, Korunk) folytatott román és magyar nyelvű élénk publicisztikai tevékenysége mellett Új román költők antológiája (Nagyvárad, 1922) címen kötetbe gyűjtve is kiadta műfordításait. Egyik szerkesztője lett a Cele Trei Crișuri társaság Aurora c. kétnyelvű folyóiratának, bécsi magyar emigráns írókkal karöltve nemzetközi jellegű közművelődési egyesület formájában kísérelte meg újjászervezni a nagyváradi Ady Endre Társaságot, amely a Henri Barbusse és Romain Rolland kezdeményezte Clarté mozgalom humanitárius szellemében lett volna hivatott a szomszédos népek értelmiségét baráti közösségbe tömöríteni.
Írói kezdeményező ereje ugyan csakhamar személyi viszálykodásokba fordult, de publicisztikai tevékenységével az irodalmi életből való kiszorulása után sem hagyott fel, s főként a nagyváradi Familia hasábjain közölt szemlecikkeivel az 1930-as években is szolgálatot tett a magyar irodalom román befogadásának.

## Kötete
- Szlávok a háború után (Korunk Könyvtára 3. Kolozsvár, 1926)